# Robert de Chaudesolles
Robert de Chaudesolles (zm. 20 grudnia 1423) – francuski benedyktyn, opat klasztoru w Cluny i generał kongregacji kluniackiej od 1416 roku aż do śmierci.
Uczestniczył w Soborze w Konstancji oraz w konklawe 1417 jako przedstawiciel nacji "galijskiej".